# Дріт під напругою
«Дріт під напругою» (англ. Live Wire) — американський бойовик режисера Крістіана Дюгея, знятий за сценарієм Барта Бейкера, з Пірсом Броснаном, Роном Сільвером, Беном Кроссом, Лізою Айлбахер у головних ролях.
Сюжет обертається навколо несподіваних самозаймань людей, за що береться Денні О'Нілл (Броснан), експерт зі знешкодження бомб, якому доведеться вирішити цю справу.

## Сюжет
Сенатор гине під час вибуху, ФБР проводить розслідування. До справи залучають експерта з вибухових пристроїв Денні О'Нілла (Пірс Броснан), який розлучається зі своєю дружиною Террі (Ліза Айлбахер) (через випадкове утоплення їхньої єдиної дитини в басейні). Спочатку розслідування не виявило, яка вибухова речовина використовувалася та що було використано для детонації. Зрештою стало відомо, що терористи на чолі з Міхаелєм Рашидом (Бен Кросс) розробили рідку вибухову речовину, яка активується в організмі людини шлунковою кислотою. Про це необхідно було доповісти сенатору Травересу (Рон Сільвер), з яким Террі мала стосунки.
Пізніше ще один сенатор вибухає під час їзди в лімузині; лімузин керував одним із прихильників Рашида. Поплічник потрапляє під автомобіль, його беруть під варту і доставляють до суду. Для Рашида це ризиковано, тому судді по справі наливають речовину і відбувається вибух у залі суду.
Стає очевидним, що наступна ціль — сенатор Траверес, тож О'Нілл, стурбований, що Террі також може постраждати, слідкує за кожним його кроком. На благодійному заході за Травересом стежить прихильник Рашида, Аль-червоний (Тоні Плана), замаскований клоуном. О'Нілл попереджає відвідувачів про бомбу. У розпачі Аль-червоний випиває частину зараженої рідини. О'Ніллу вдається перемістити злочинця від натовпу до того як він вибухне. Після цього О'Нілл і Террі остаточно примиряються.
Усвідомлюючи, що Траверес все ще не в безпеці, О'Нілл проникає в його маєток як раз тоді, коли його захопили терористи. О'Нілл виготовляє зброю та бомбу з підручних матеріалів. Усі терористи вбиті, крім Рашида, який тримає Террі в заручниках.
Рашид ковтає частину рідини, вирішивши свою долю, але маючи намір забрати присутніх із собою. О'Ніллу вдається звільнити Террі та залишити її в безпеці. Однак він і Траверес загнані в кут, тому змушені стрибати з третього поверху через вибух Рашида. Траверес наштрикується на ковану огорожу, а О'Нілл виживає. Через рік у нього з Террі є друга дитина.

## У ролях
| Актор             | Роль           |
| ----------------- | -------------- |
| Пірс Броснан      | Денні О'Нілл   |
| Рон Сільвер       | Френк Траверес |
| Бен Кросс         | Міхаель Рашид  |
| Ліза Айлбахер     | Террі О'Нілл   |
| Тоні Плана        | Аль-червоний   |
| Ел Ваксман        | Джеймс Гарві   |
| Брент Дженнінгс   | Шейн Роджерс   |
| Філіп Бейкер Голл | сенатор Тайм   |
| Норман Бертон     | сенатор Віктор |

## Випуск і сприйняття
Фільм готували як літній блокбастер, в той час, коли дистриб'ютор New Line намагався урізноманітнити свою продукцію, замість цього він вийшов на кабельному телебаченні до отримання релізу для домашніх медіа. У 2003 році в «DC Goes to the Movies: A Unique Guide to the Reel Washington» фільм був описаний як «найкращий поганий фільм», знятий у Вашингтоні, округ Колумбія.